# 천초
천초(天草, string of bananas)는 국화과 금방망이속의 다육식물이다. 학명은 세네키오 라디칸스(Senecio radicans). 관상식물로서 사육 난이도가 매우 낮아서 초심자 원예가들에게 추천된다.
같은 속의 녹영과 그 생태가 거의 흡사한데, 다만 녹영의 다육잎이 완두콩 모양인 데 반해 천초의 다육잎은 바나나 모양이라는 것이 차이점이다. 녹영과 마찬가지로 남아프리카 원산이며, 유독식물이므로 절대 먹어서는 안 된다.